# ملكة جمال الكون 1998
ملكة جمال الكون 1998 هي مسابقة ملكة جمال الكون السابعة والأربعون في تاريخ مسابقة ملكة جمال الكون منذ انطلاقتها عام 1952، عقدت المسابقة في 12 مايو 1998 في ملعب ستان شريف في هونولولو، هاواي. شهد المسابقة تنافس 81 متسابقة في هذا العام، في نهاية الحدث توجت ويندي فيتزويليام من ترينيداد وتوباغو من قبل ملكة جمال الكون بروك لي من الولايات المتحدة. أصبحت ويندي فيتزويليام ثاني ملكة جمال الكون في التاريخ من ترينيداد وتوباغو

## النتائج

### المراكز النهائية
| النتائج النهائية     | المتنافسة |
| -------------------- | --- |
| ملكة جمال الكون 1998 | - ترينيداد وتوباغو - ويندي فيتزويليام                                                                                        |
| الوصيفة الأولى       | - فنزويلا - فيروسكا راميريز                                                                                                  |
| الوصيفة الثانية      | - بورتوريكو - جويس جيرو |
| أفضل 5               | - كولومبيا - سيلفيا فرناندا أورتيز - الولايات المتحدة - شاوني جيببيا                                                         |
| أفضل 10              | - البرازيل - ميشيلا مارشي - الهند - ليمارينا دسوزا - أيرلندا - أندريا روش - روسيا - آنا مالوفا - جنوب أفريقيا - كريشني نايكر |

### نتيجة المسابقة النهائية
| بلد              | مقابلة    | ملابس السباحة | فستان سهرة | متوسط نصف النهائي | أعلى 5 أسئلة |
| ---------------- | --------- | ------------- | ---------- | ----------------- | ------------ |
| ترينيداد وتوباغو | 9.71 (1)  | 9.76 (2)      | 9.83 (1)   | 9.76 (1)          | 9.79 (1)     |
| فنزويلا          | 9.42 (3)  | 9.85 (1)      | 9.72 (2)   | 9.66 (2)          | 9.71 (2)     |
| بورتوريكو        | 9.23 (6)  | 9.69 (3)      | 9.69 (3)   | 9.53 (3)          | 9.63 (3)     |
| الولايات المتحدة | 9.26 (5)  | 9.62 (4)      | 9.50 (6)   | 9.46 (4)          | 9.38 (4)     |
| كولومبيا         | 9.11 (7)  | 9.58 (5)      | 9.63 (4)   | 9.44 (5)          | 9.12 (5)     |
| البرازيل         | 9.27 (4)  | 9.45 (6)      | 9.42 (9)   | 9.38 (6)          |              |
| الهند            | 9.49 (2)  | 9.10 (9)      | 9.44 (8)   | 9.34 (7)          |              |
| جنوب إفريقيا     | 9.02 (8)  | 9.11 (8)      | 9.58 (5)   | 9.24 (8)          |              |
| جمهورية أيرلندا  | 8.97 (9)  | 9.05 (10)     | 9.32 (10)  | 9.11 (9)          |              |
| روسيا            | 8.56 (10) | 9.15 (7)      | 9.45 (7)   | 9.05 (10)         |              |

  الفائزة
  الوصيفة الأولى
  الوصيفة الثانية
  أفضل 5 متأهلين للتصفيات النهائية
  أفضل 10 لاعبين في نصف النهائي
(#) الترتيب في كل جولة من جولات المنافسة

### ترتيب الإعلانات
أفضل 10
1. جنوب إفريقيا
2. روسيا
3. أيرلندا
4. البرازيل
5. كولومبيا
6. الهند
7. ترينيداد وتوباغو
8. فنزويلا
9. الولايات المتحدة
10. بورتوريكو

أفضل 5
1. كولومبيا
2. الولايات المتحدة
3. ترينيداد وتوباغو
4. بورتوريكو
5. فنزويلا

أفضل 3
1. فنزويلا
2. ترينيداد وتوباغو
3. بورتوريكو

## المتسابقات
- أنغولا - إميليا جواردانو
- الأرجنتين - مارسيلا برين
- أروبا - ويندي لاكل
- أستراليا - رينيه هندرسون
- جزر البهاما - جولييت سارجنت
- بلجيكا - ساندرين كورمان
- بليز - إلفيا فيغا
- بوليفيا  - فيرونيكا لاريو
- بونير - أوزمين إيفرتس
- البرازيل - ميشيلا مارشيتش
- جزر العذراء البريطانية - كايدا دونوفان
- بلغاريا - ناتاليا جوركوفا
- كندا - جوليانا ثيسين
- تشيلي - كلوديا أرنيلو
- كولومبيا - سيلفيا فرناندا أورتيز غويرا
- كوستاريكا - كيشا ألفارادو
- كرواتيا - إيفانا جرزيتيتش
- كوراساو - ناتاشا بلوم
- قبرص - دانييلا إيوردانوفا
- جمهورية التشيك - كريستينا فريدفالسكا
- جمهورية الدومينيكان - سيلينيس مينديز
- الإكوادور - ثريا هوغوناغا
- مصر - كارين فهمي
- السلفادور - ماريا غابرييلا جوفيل
- إستونيا - ماري لورنز
- فنلندا - جونا كوبيلا
- فرنسا - صوفي تالمان
- ألمانيا - كاثرينا ماينكا
- غانا - فرانسيسكا أواه
- المملكة المتحدة - ليلاني داودينغ
- اليونان - ديميترا إيجينيتي
- غوام - جويلين مونوز
- غواتيمالا - أستريد راميريز
- هندوراس - دانيا برنس
- هونغ كونغ - فيرجينيا يونغ
- المجر - أغنيس ناجي
- الهند - ليمارينا دي سوزا
- جمهورية أيرلندا - أندريا روش
- إسرائيل - حجيت راز
- إيطاليا - كلوديا تريست
- جامايكا - شاني ماكجراهام
- اليابان - نانا أوكومورا
- كوريا - كيم جي يون
- لبنان - نينا قديس
- ماليزيا - شيرين وونغ
- مالطا - كارول كسار
- موريشيوس - لينا رامبول
- المكسيك - كاتي فوينتيس
- نيوزيلندا - روزماري راسيل
- نيكاراغوا - كلوديا ألانيز
- نيجيريا - تشيكا تشيكيزي
- جزر ماريانا الشمالية - هيلين يون ليزاما
- النرويج - ستاين بيرجسفاند
- بنما - تانيشا دروموند
- باراغواي - لوز مارينا غونزاليس
- بيرو - كريم برنال
- الفلبين - جويل لوباتون
- بولندا - سيلويا كوبيك
- البرتغال - إيسيليا بيرينغيل
- بورتوريكو - جويس جيرو
- رومانيا - جوليانا إلينا فيرديس
- روسيا - آنا مالوفا
- سنغافورة - أليس ليم
- سلوفاكيا - فلاديميرا هريكوفتشيكوفا
- جنوب أفريقيا - كيريشني نيكر
- إسبانيا - ماريا خوسيه بيسورا
- السويد - جيسيكا أوليرس
- سويسرا - تانيا جوتمان
- تايوان - آني تساي
- تايلاند  - خاليدا ثاكالي
- ترينيداد وتوباغو - ويندي فيتزويليام
- تركيا - اوزمان كراوس
- أوكرانيا - أولينا سبرينا
- الأوروغواي - فيرجينيا روسو
- الولايات المتحدة  - شوناي جبيا
- جزر العذراء الأمريكية - ليا ويبستر
- فنزويلا - فيرسكا راميريز
- يوغوسلافيا - يلينا ترنينيتش
- زيمبابوي - سيلينا ستيوارت

## الروابط الخارجية
- موقع ملكة جمال الكون الرسمي